# コンスタンチン・ハベンスキー
コンスタンチン・ユーリエヴィチ・ハベンスキー（ロシア語: Константи́н Ю́рьевич Хабе́нский, 英語: Konstantin Yurievich Khabenskiy, 1972年1月11日 - ）は、ロシアの俳優。レニングラード（現・サンクトペテルブルク）出身。

## 来歴
映画『ナイト・ウォッチ』と続編の『デイ・ウォッチ』の主人公アントン・ゴロデツキー役で世界的に知られるようになり、『ウォンテッド』でハリウッドに進出した。2018年、映画『ヒトラーと戦った22日間』で主演を勤めると共に監督デビューした。

## 主な出演作品
- フルスタリョフ、車を! Хрусталёв, машину! (1998) クレジットなし
- ナイト・ウォッチ Ночной Дозор (2004)
- デイ・ウォッチ Дневной Дозор (2006)
- ウォンテッド Wanted (2008)
- 提督の戦艦 Адмиралъ (2008)
- ラスプーチン Распутин / Raspoutine (2011)
- エターナル 奇蹟の出会い Выкрутасы (2011)
- 裏切りのサーカス Tinker Tailor Soldier Spy (2011)
- ワールド・ウォーZ World War Z (2013) 出演シーンカット[4][5][6]
- ブラック・シー Black Sea (2014)
- アンフレンデッド Unfriended (2014) クレジットなし
- スペースウォーカー Время первых (2017)
- ヒトラーと戦った22日間 Собибор (2018) 脚本・監督も